# The Game (tankespel)

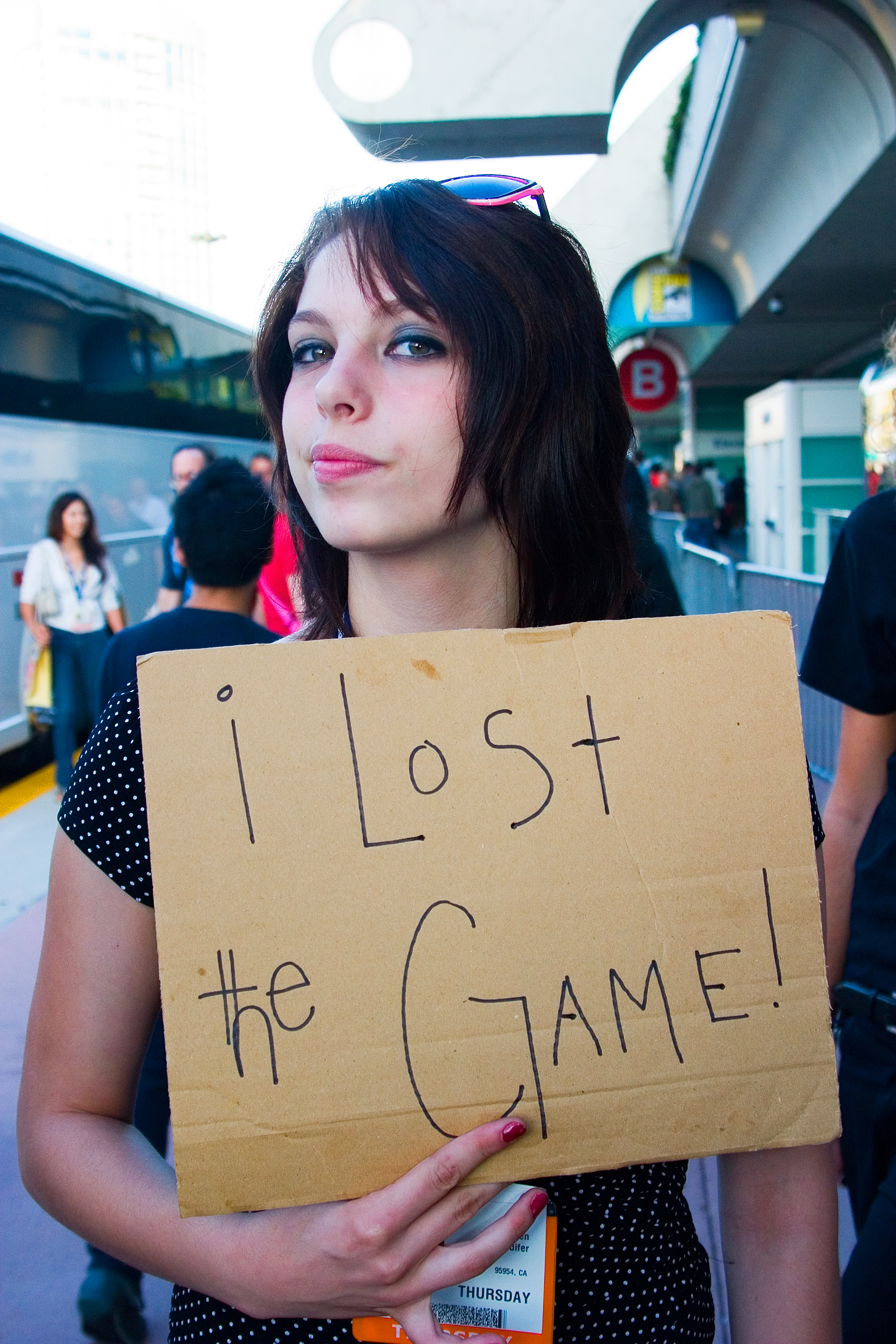
En spelare som meddelar att hon förlorat.

The Game, Spelet, är ett ständigt pågående tankespel som går ut på att inte tänka på detta spel. Tänker man på "The Game" har man genast förlorat. Då måste man informera sin omgivning om detta. Man kan förlora spelet igen så fort man slutat tänka på det. Det finns olika varianter av spelet. I vissa spelar bara de som är medvetna om spelet. I andra är alla med i spelet. De som inte känner till spelet kan då sägas vara väldigt bra på det.
Det finns flera olika sätt spelet sägs kunna vinnas på:
- En politiker eller någon högt uppsatt person säger i direktsändning: "Jag förlorade på spelet".[1]
- Englands drottning säger i direktsänd media, "I lost the game, the game ends now"[källa behövs]

Ett annat alternativ är att spelet alls inte kan vinnas.